# Maciej Pawliński (siatkarz)
Maciej Pawliński (ur. 2 lutego 1983 w Kozienicach) – polski siatkarz, grający na pozycji przyjmującego. Od sezonu 2019/2020 jest zawodnikiem MKS-u Będzin.

## Życiorys
Karierę zawodnika rozpoczął w MG MZKS Kozienice. W wieku 15 lat przeszedł do Czarnych Radom, których drużyna seniorów występowała wówczas w Ekstraklasie. W 2002 z zespołem spadł z najwyższej klasy ligowej po przegranej rywalizacji w barażach z Morzem Szczecin. Po sezonie 2002/2003 zlikwidowano Wojskowy Klub Sportowy. Pawliński został graczem Jadaru Radom (początkowo RTS) powstałego na strukturach zlikwidowanej organizacji.
W sezonie 2005/2006 wywalczył z nim awans do Polskiej Ligi Siatkówki. Przed następnymi zmaganiami ligowymi przyjął obowiązki kapitana zespołu i pełnił ją funkcję do lutego 2007. Z radomianami zajął 7. lokatę w tabeli końcowej rozgrywek o mistrzostwo kraju. W następnym sezonie zmagał się z kontuzją kolana, a jego drużyna uplasowała się na 8. pozycji w lidze.
Po sezonie 2011/2012 klub Fart przestał istnieć, zaś zawodnik związał się na nowy sezon z klubem AZS Politechnika Warszawska.

## Nagrody indywidualne
- 2013: Najlepszy przyjmujący Memoriału Zdzisława Ambroziaka